# 科特布里奇
科特布里奇是位於英國蘇格蘭北拉納克郡的一座城鎮，距格拉斯哥以東大約10英里（16）。這裡現在是格拉斯哥的主要工人階級居住區之一，並且人口多為愛爾蘭裔。

## 外部連結
- North Lanarkshire Council （页面存档备份，存于）
- Coatbridge Museum
- Out of The Darkness Evening Times, 27 October 2008 - Article on Coatbridge's industrial past